# 아시노마키온센미나미역
아시노마키온센미나미역(일본어: 芦ノ牧温泉南駅)은 일본 후쿠시마현 아이즈와카마쓰시에 있는 아이즈 철도 아이즈 선의 역이다.

## 역사
- 1932년 12월 22일: 국유철도 구와바라역(일본어: 桑原駅)으로 영업 개시.
- 1971년 8월 29일: 출구 개찰 중지, 운전 요원만 배치됨.
- 1980년 12월 1일: 오카와 댐 건설에 따라 선로 이설로 인한 이전 및 무인화.
- 1987년
  - 4월 1일: 일본 철도 민영화에 의하여 동일본여객철도(JR 동일본)에 계승됨.
  - 7월 16일: 아이즈 철도로의 전환과 동시에 아시노마키온센미나미역으로 역명 변경.

## 역 구조
단선 승강장 1면 1선의 지상역이다. 높이가 다른 대합실인 관계로 계단에서 체결되어 계단 아래쪽에도 벤치가 있다. 무인역이다.
역명판에는 "와카고 호반의 물결"이라고 기록되어 있다.
이전의 구와바라 역 시절에도 단선 승강장 1면 1선의 구조였고, 급수탑의 설비를 가지고 있었다.

## 역 주변
아시노마키 온천은 아시노마키온센역 하차가 편리하다.
- 와카고 호수
- 국도 제118호선
- 후쿠시마 현도 214호 아시노마키온센미나미 정차장선

## 사진

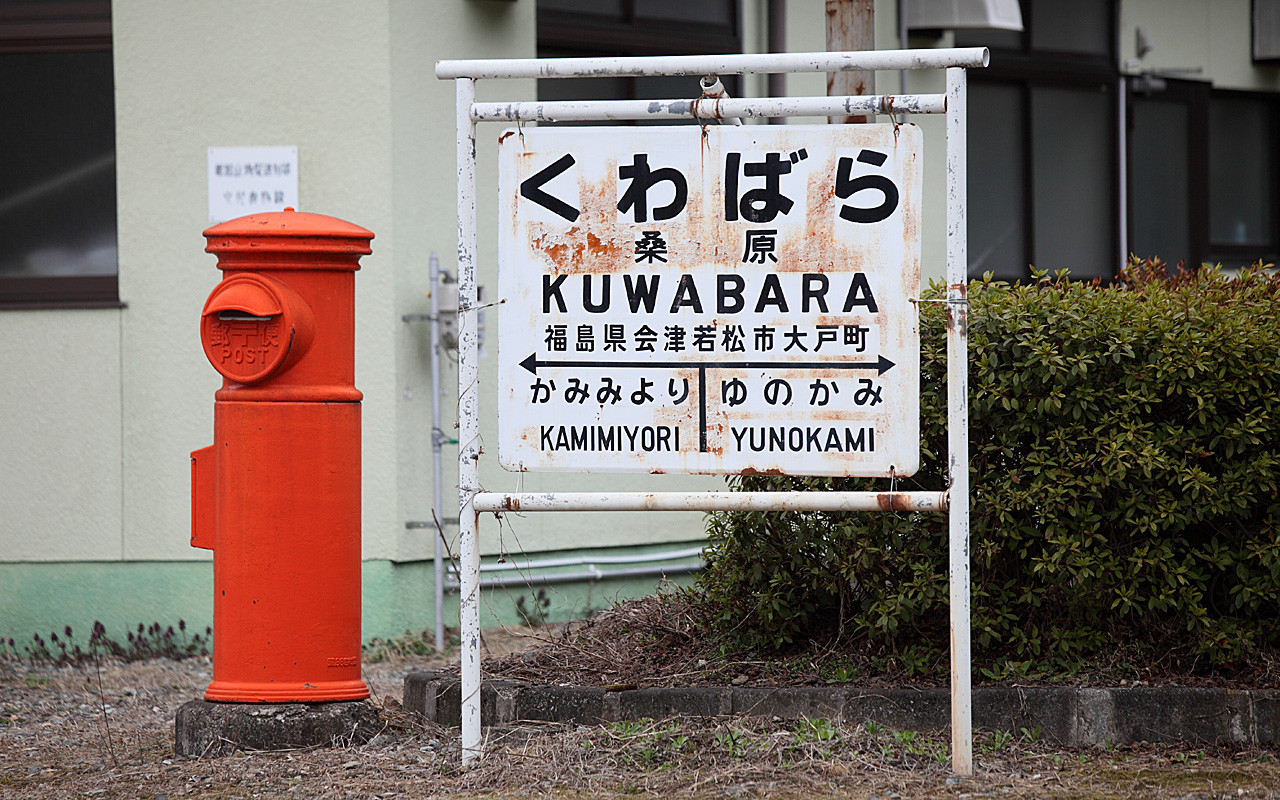
역명판

## 인접역
| 아이즈 철도 ■ 아이즈 선          | 아이즈 철도 ■ 아이즈 선                          | 아이즈 철도 ■ 아이즈 선              |
| -------------------------------- | ------------------------------------------------ | ------------------------------------ |
| 오카와다무코엔 니시와카마쓰 방면 | □ 쾌속 "AIZU 마운트 익스프레스"(1호 이외) ■ 보통 | 유노카미온센 아이즈코겐오제구치 방면 |